# Atavisme

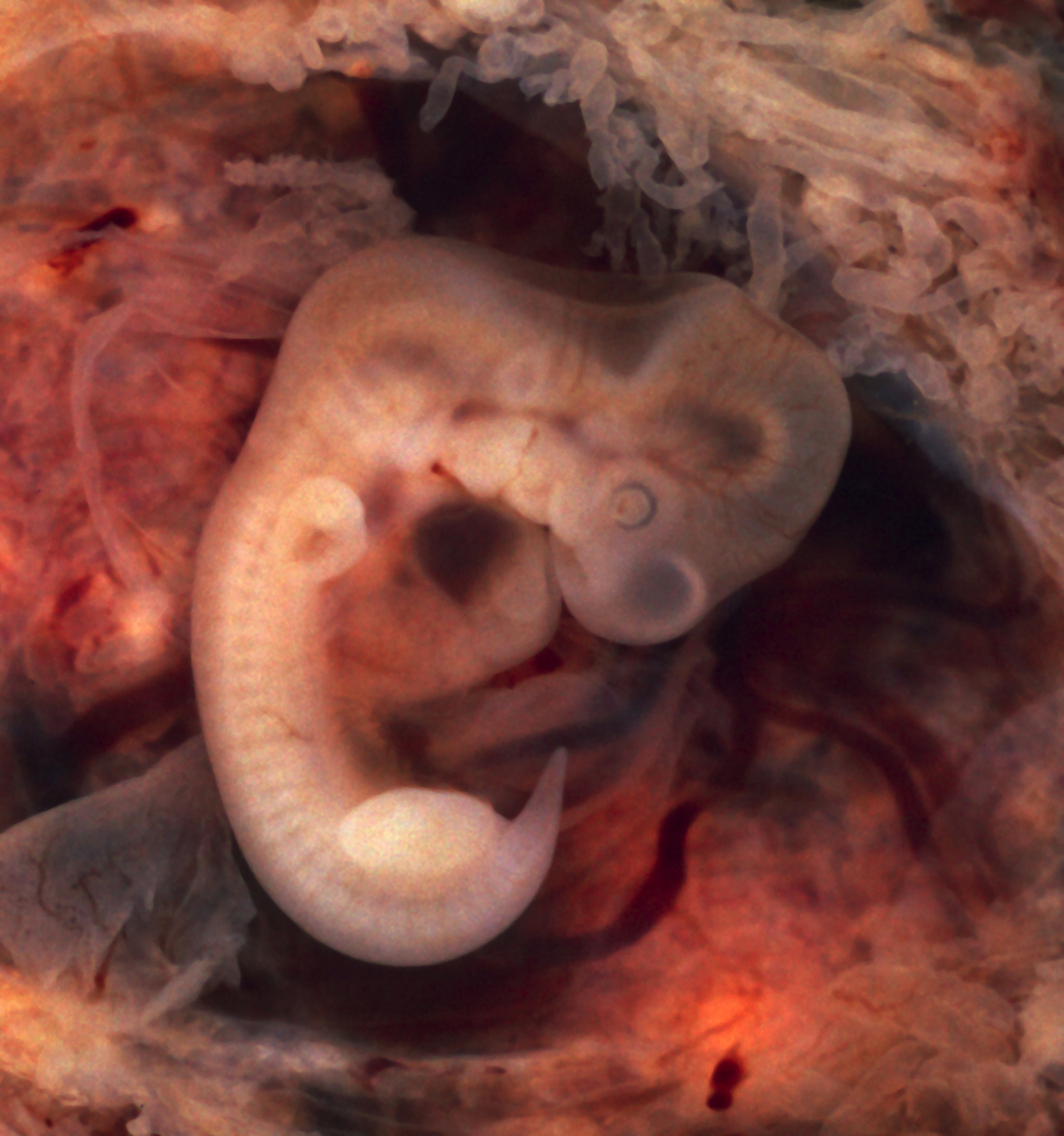
Jonge embryos van verschillende soorten vertonen enkele overgeërfde kenmerken, zoals de staart bij deze menselijke foetus. Normaal gesproken verdwijnen deze kenmerken in een latere ontwikkelingsstadium, tenzij het dier een atavisme heeft.

Een atavisme (v. Lat. atavus = voorvader) is het opnieuw optreden van anatomische kenmerken die bij vroegere evolutionaire voorouders aanwezig waren, maar bij de directe voorouders verloren waren gegaan. Atavismen worden daarom vaak als misvorming gezien. Een atavisme  bij een organisme kan betekenen:
- een (schijnbare) ommekeer in zijn evolutie
- de onverwachte verschijning van primitieve eigenschappen
- een nieuwe verschijning van eigenschappen die wel aanwezig waren in een bepaalde tijd in het verleden, maar die in tussenliggende generaties afwezig waren

In de loop van de evolutie zijn oorspronkelijke eigenschappen verloren gegaan, bijvoorbeeld als die eigenschappen, organen of lichaamsdelen geen functie meer hebben en weggeselecteerd zijn. In het genoom zijn de gegevens voor voormalige eigenschappen bewaard gebleven en zijn mogelijk onderdrukt, bij een "toevallige kruising" kunnen ze ineens weer opduiken. Atavismen komen overal in de levende natuur voor.
Atavisme kan regelmatig voorkomen tijdens de ontwikkeling bij alle individuen (jeugdatavisme) of bij een enkel individu als afwijking (teratologisch atavisme, bestudeerd in de teratologie, de kennis van aangeboren misvormingen). 
Atavisme verschilt van een rudiment in de zin dat de eigenschap, anders dan bij een rudiment, ook na verdwijning is teruggekeerd. Een rudiment is nog steeds aanwezig, maar inmiddels niet of nauwelijks functioneel, of heeft mogelijk een andere functie aangenomen.

## Voorbeelden van jeugdatavisme
Schoolvoorbeeld van jeugdatavisme is het ontstaan van een staart bij de ontwikkeling van de menselijke foetus tijdens de eerste maand van de zwangerschap. Deze embryonale staart kent zijn maximale omvang na 30 tot 35 dagen maar verdwijnt in principe in de achtste week van de zwangerschap door celvernietiging (apoptose). Zeer uitzonderlijk worden er baby's geboren met een staart van enkele centimeters lang. In dergelijke gevallen werd de apoptose verstoord door een genetische afwijking of mutatie.  
Andere voorbeelden van atavisme zijn de kieuwaanleg bij embryo's van vogels en zoogdieren (waaronder mensen) en het voorkomen van bladeren bij kiemplanten van cactussoorten die in volwassen toestand geen bladeren hebben.

## Voorbeelden van teratologisch atavisme
Soms wordt een paard geboren waarvan de benen drie tenen hebben, in plaats van één teen met daarbij de griffelbeentjes. Zo'n paard vertoont dan de kenmerken van een voorouderlijke vorm.
Andere teratologische atavismen zijn bijvoorbeeld overmatige haargroei (hypertrichosis) of het voorkomen van vele tepels (polythelie) bij mensen en het ontstaan van een spruit uit een roos.